# François Gérard

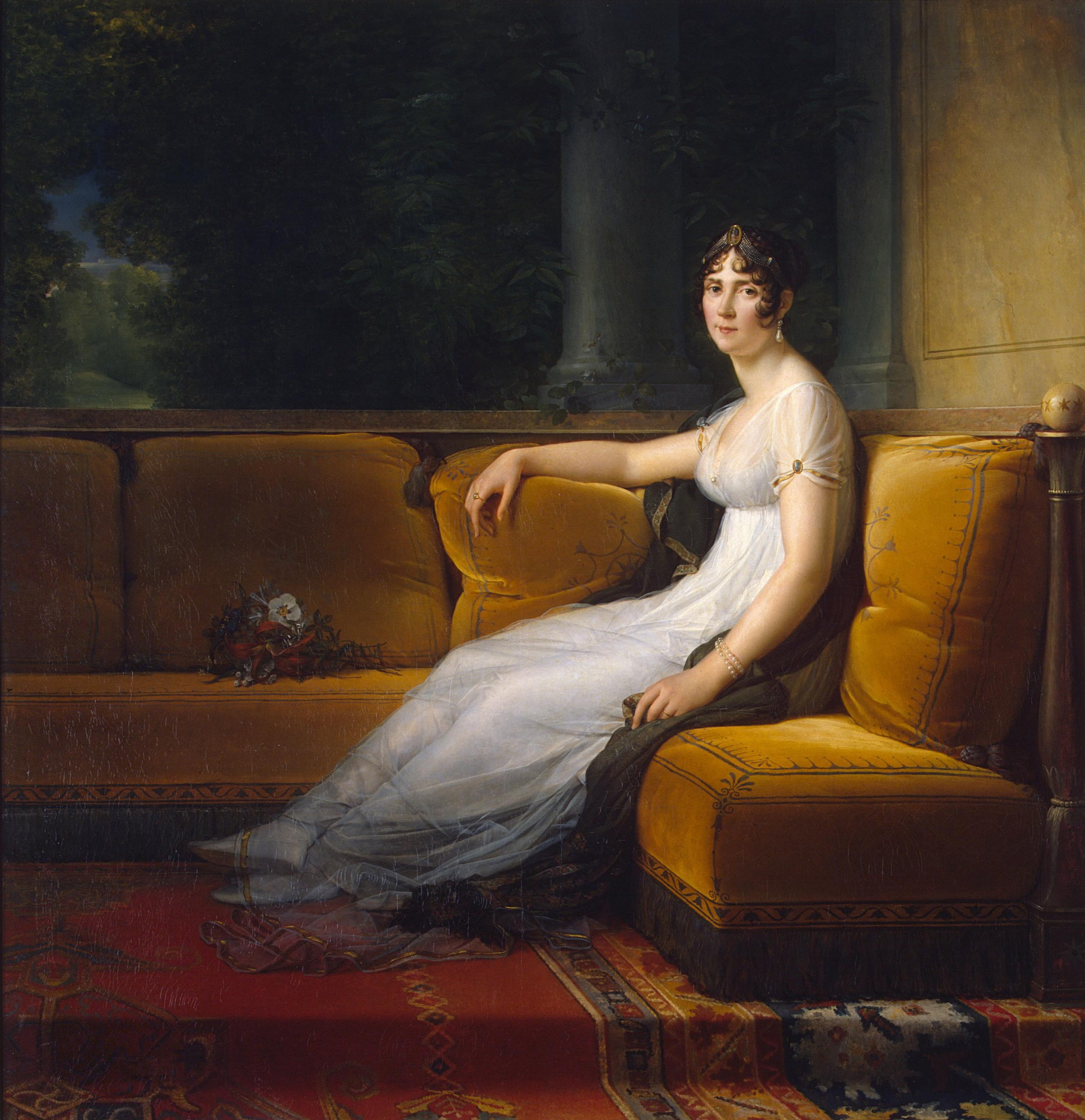
Portret cesarzowej Józefiny

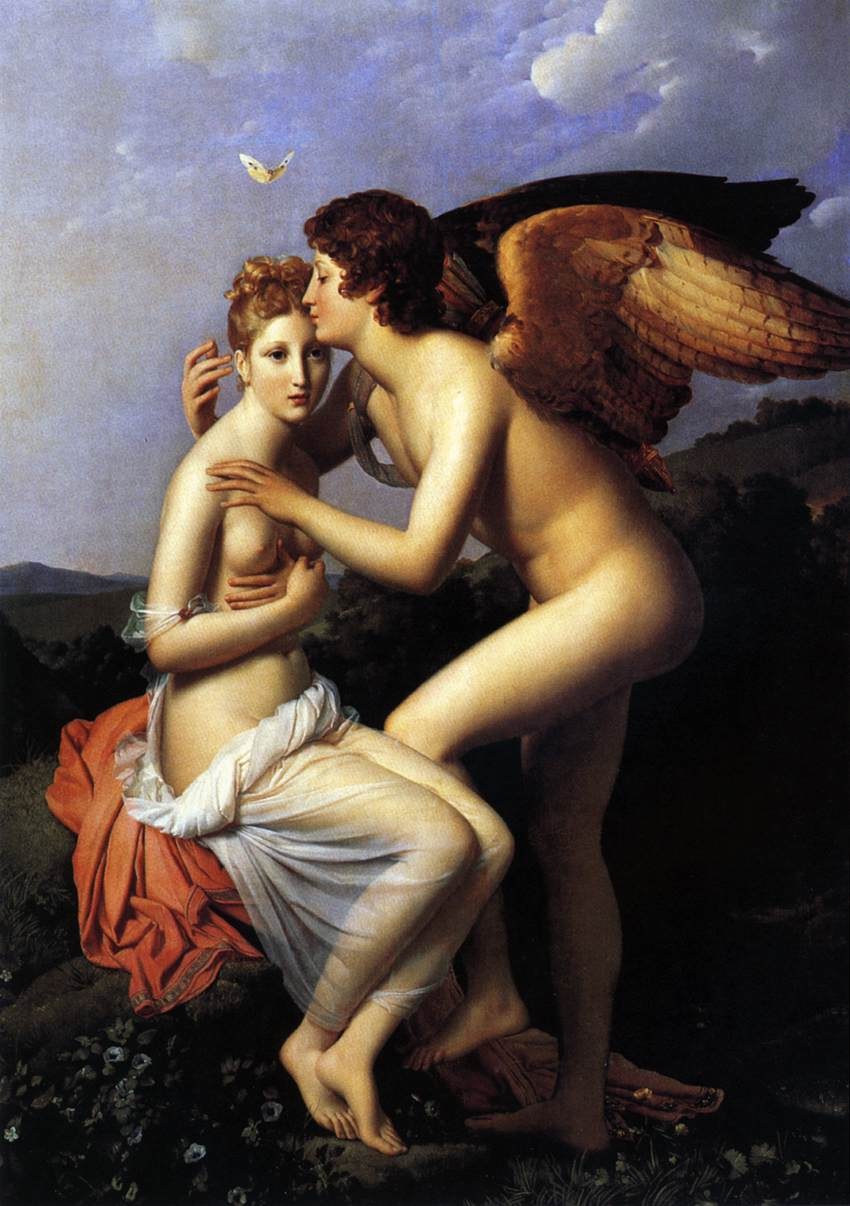
Amor i Psyche (ok. 1798)

François Gérard (ur. 12 marca 1770 w Rzymie, zm. 11 stycznia 1837 w Paryżu) – francuski malarz, rysownik i grafik okresu neoklasycyzmu.

## Życie
Jego ojcem był Francuz, a matką Włoszka Cleria Matteï. Urodził się w Rzymie, dzieciństwo spędził we Włoszech. Jego rodzina wróciła do Francji w 1782 roku. Tam, dzięki koneksjom ojca, 12-letni François został przyjęty do Pension du Roi, prestiżowej pensji kształcącej młodych artystów. Spędził w niej półtora roku, po czym przeniósł się na dwa lata do studia prowadzonego przez rzeźbiarza Augustina Pajou (1730–1809). Jego kolejnymi nauczycielami byli Nicolas Guy Brenet (1728–1792) oraz od 1786 roku Jacques-Louis David, który wywarł na niego największy wpływ.
Uznanie przyniósł mu wystawiony w Salonie Paryskim w 1795 roku portret miniaturzysty Jeana-Baptiste’a Isabeya z córką. Szybko zyskał sławę jako wzięty portrecista. Nazywano go „królem malarzy i malarzem królów”. W 1803 został odznaczony Legią Honorową IV klasy, w 1819 otrzymał tytuł barona. Prowadził dużą pracownię malarską. Do jego uczniów należeli m.in. Antoni Brodowski (1784–1832), James Pradier (1790–1852), Jacques-Luc Barbier-Walbonne (1769–1860), Charles de Steuben (1788–1856).

## Twórczość
Malował głównie portrety. Pozostawił ich ok. 300. Portretował wiele osób związanych z europejskimi domami panujących, mimo zmieniającej się sytuacji politycznej. Jako portrecista pozostawał pod wyraźnym wpływem malarstwa angielskiego, głównie Thomasa Lawrence’a. Jego portrety (całopostaciowe lub popiersia, często na tle architektury lub pejzażu) odznaczają się idealizowaną formą, wystudiowaną pozą i stonowanym kolorytem. Wykonał liczne portrety osobistości polskich m.in. Katarzyny Starzeńskiej, Marii Walewskiej, Konstancji Ossolińskiej, Zofii Zamoyskiej, Ludwika Michała Paca.
Oprócz portretów sporadycznie tworzył także obrazy o tematyce historycznej i mitologicznej.

## Wybrane dzieła
- Modelka – przed 1790, 61,2 × 50,2 cm, National Gallery of Art, Waszyngton
- Miniaturzysta Jean-Baptiste Isabey z córeczką – 1795, 194,5 × 130 cm, Luwr, Paryż
- Amor i Psyche – 1798, Luwr, Paryż
- Portret pani Regnault de Saint-Jean-d’Angély – 1799, 102,5 × 74 cm, Luwr, Paryż
- Portret Józefiny, żony cesarza Napoleona – 1801, 178 × 174 cm, Ermitaż, Sankt Petersburg
- Osjan przywołuje duchy na brzegu Lory – po 1801, 26,5 × 26,5 cm, Kunsthalle w Hamburgu
- Madame Récamier – 1802, 225 × 148 cm, Musée Carnavalet
- Rzeźbiarz Antonio Canova – ok. 1802, 65 × 54 cm, Luwr, Paryż
- Portret Stanisława Mniszka – 1803, 65,5 × 55 cm, Muzeum Narodowe w Warszawie
- Portret Katarzyny Starzeńskiej – 1803–1804, 215 × 130,5 cm, Lwowska Galeria Sztuki
- Cesarz Napoleon w stroju koronacyjnym – 1805, 227 × 145 cm, Luwr, Paryż
- Portret Marii Julii Bonaparte z córkami Zenaidą i Charlottą – 1808–1809, 200 × 143,5 cm, Narodowa Galeria Irlandii, Dublin
- Markiza Visconti- 1810, 224 × 144 cm, Luwr, Paryż
- Bitwa pod Austerlitz – 1810, 510 × 958 cm, Pałac wersalski
- Korynna na przylądku Miseno – ok. 1820, 226 × 277 cm, Musée des Beaux-Arts, Lyon
- Dafnis i Cloe – 1824–1825, 204 × 228 cm, Luwr, Paryż
- Ilos i nimfa – 1825, 173 × 203 cm, Musée Baron Gérard, Bayeax
- Święta Teresa z Avili – 1827, 172 × 96 cm, Infirmerie Marie-Thérese, Paryż
- Koronacja Karola X – ok. 1827, 514 × 972 cm, Musée des Beaux-Arts, Chartres

## Galeria

### Rodzina artysty

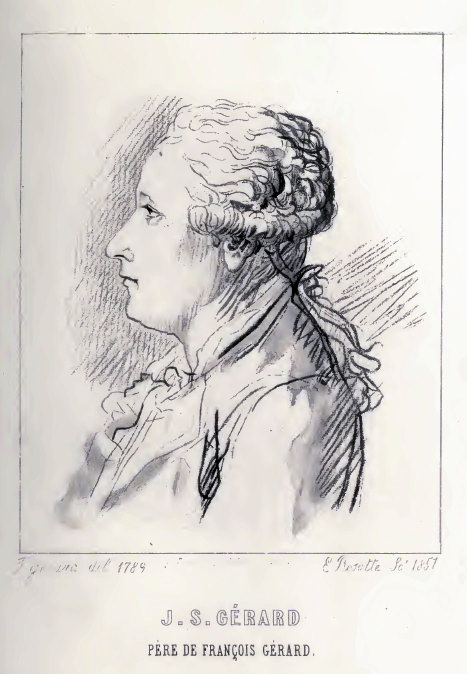
Jean Simon Gérard, ojciec François
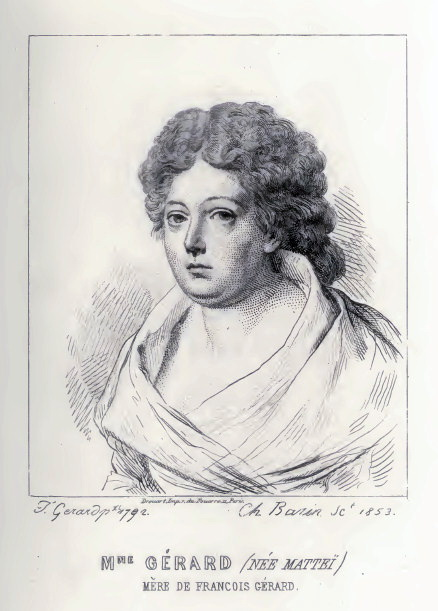
Claire Mattéi, matka François
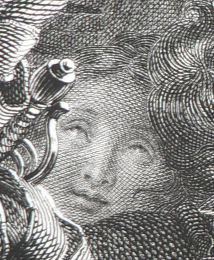
Marguerite Mattei, żona François
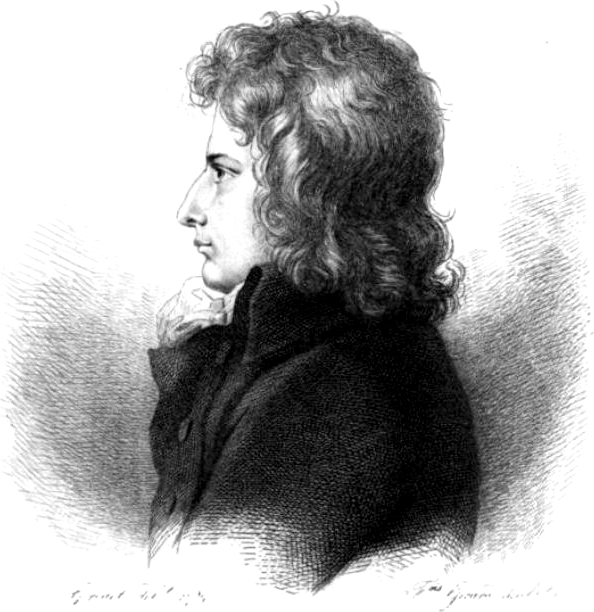
François w wieku 20 lat
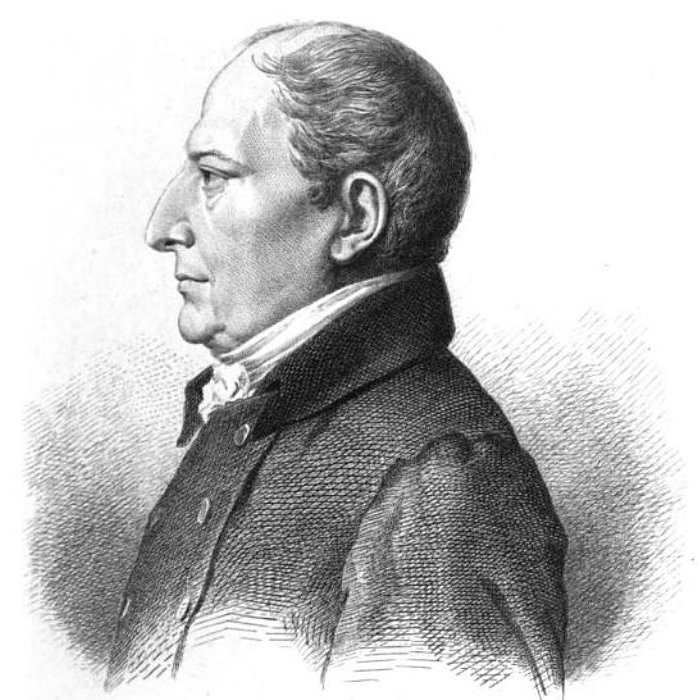
François w wieku 65 lat

### Portrety sławnych Polek

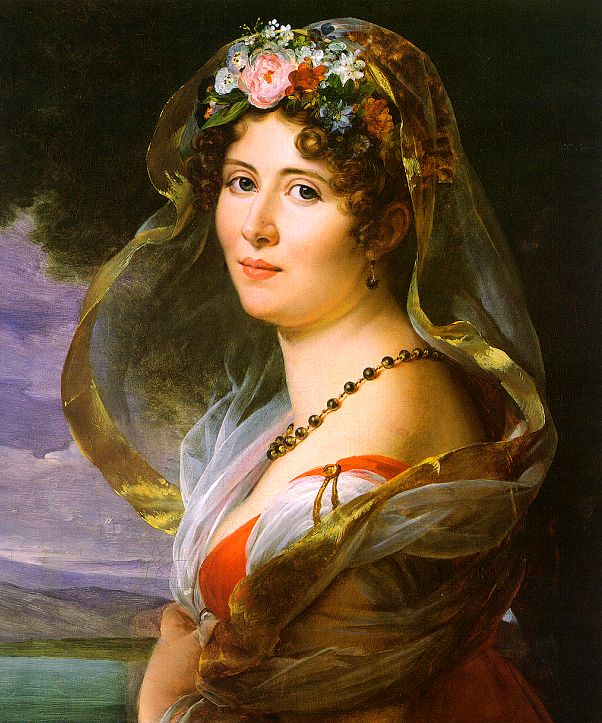
Konstancja Łubieńska
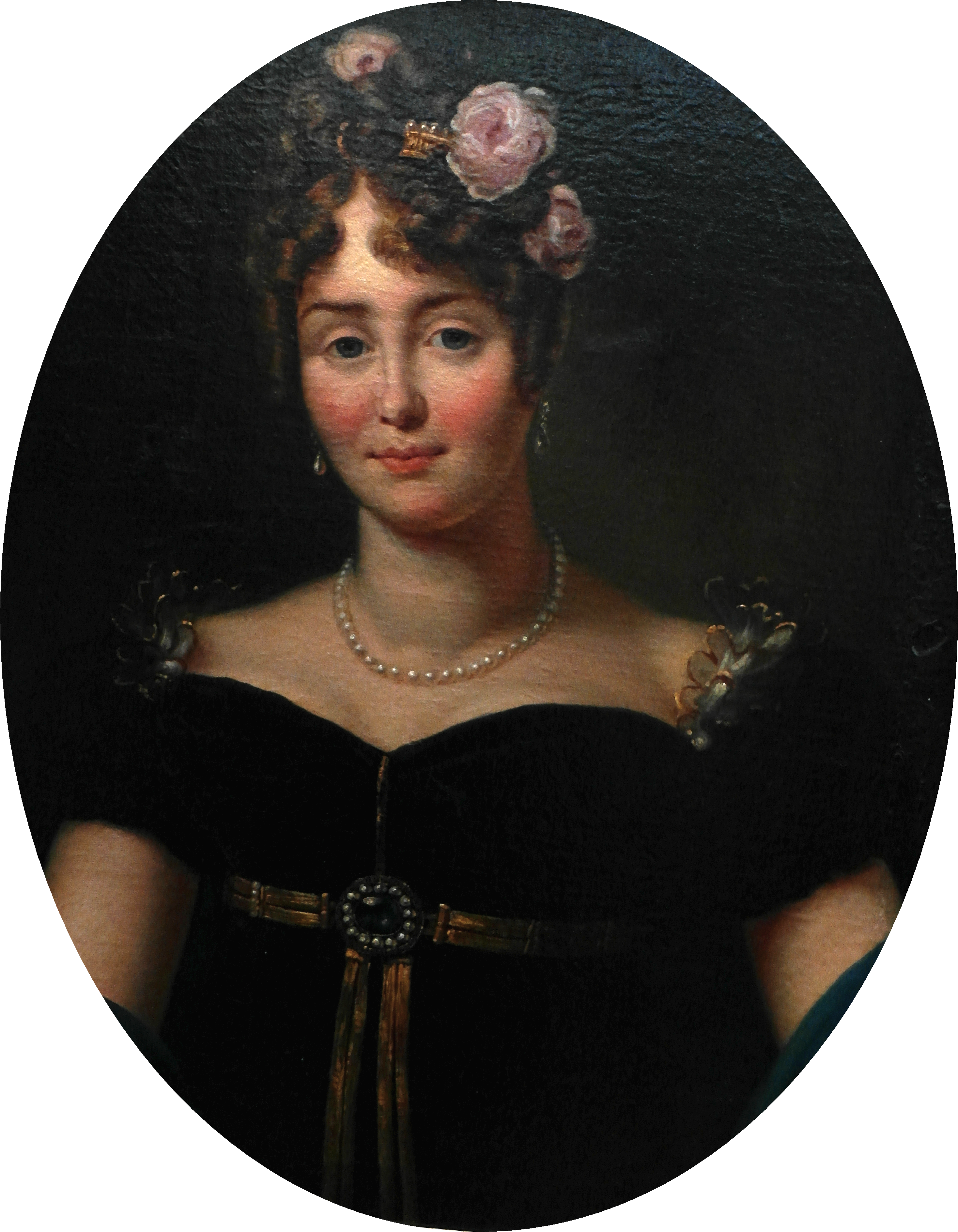
Maria Walewska
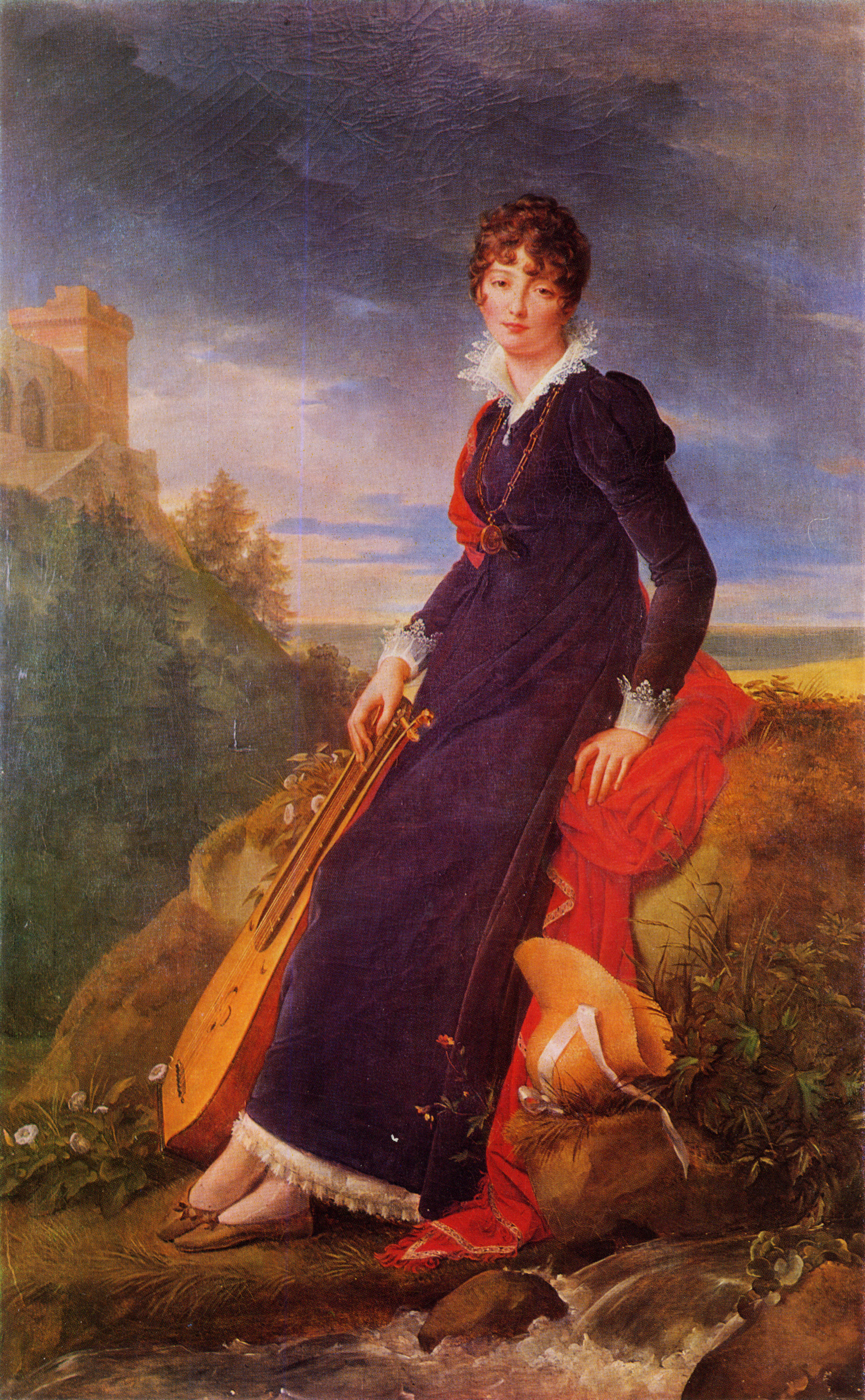
Katarzyna Starzeńska
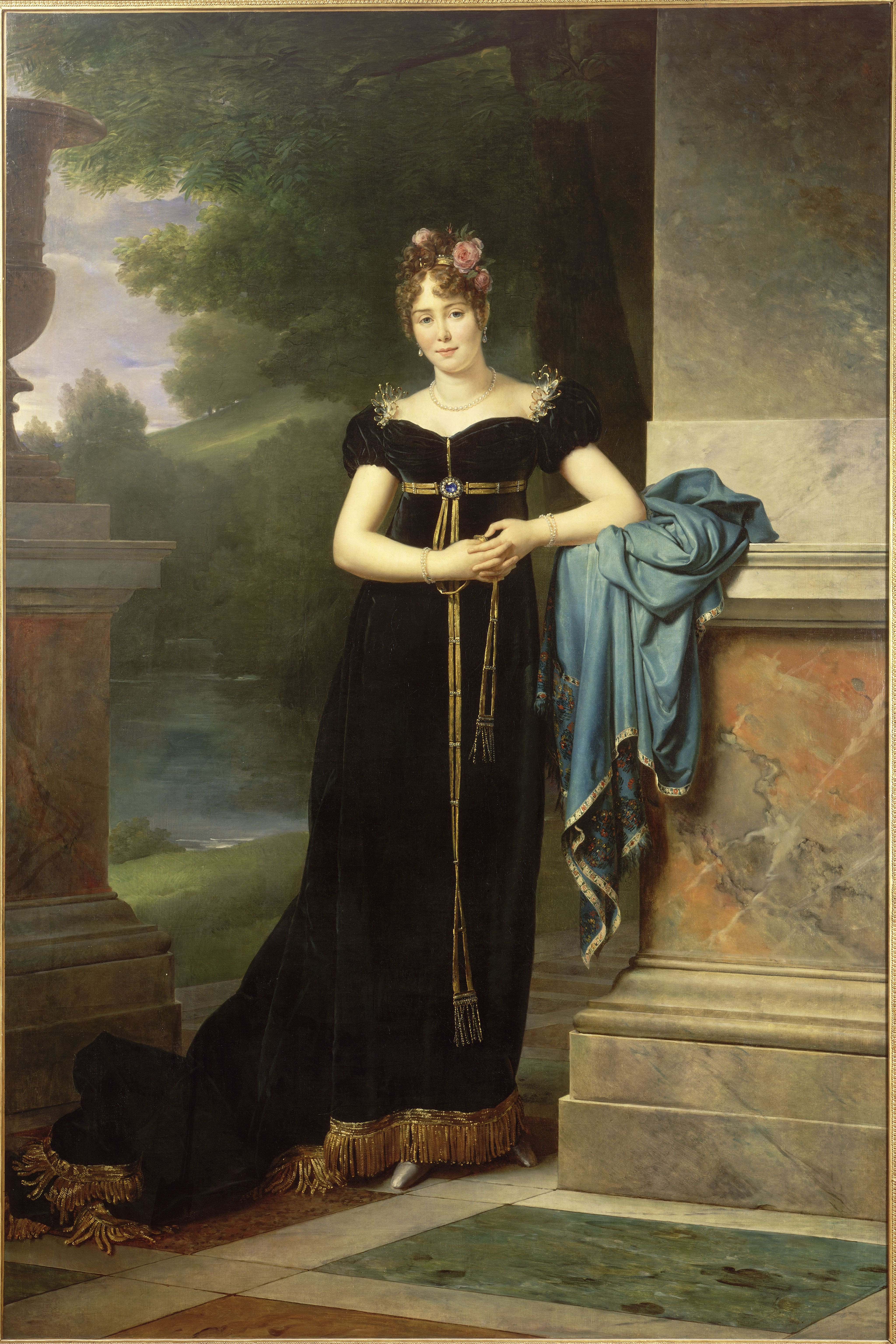
Maria Walewska
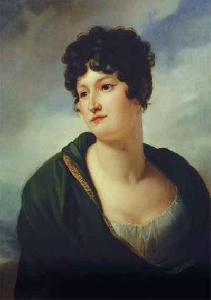
Wiktoria Potocka